# Nauczanie
Nauczanie – proces dydaktyczny w działalności wykwalifikowanego nauczyciela, o charakterze planowym, celowej pracy z podmiotem kształcenia, ukierunkowanej na wyposażenie słuchaczy czy uczniów w treści nauczania, umiejętności i nawyki oraz rozwijanie tych uzdolnień.
Nauczanie jest związane w relacją nauczyciel i uczeń, słuchacz uczeniem się, obydwa te pojęcia tworzą wspólnie pojęcie kształcenia.
Nauczanie jest przedmiotem badań psychologii i pedagogiki o kierunku dydaktyka.
Pojęcie nauczanie zadomowiło się na stałe w słowniku pedagogów w XVII wieku, po ukazaniu się dzieła Wielka Dydaktyka, czyli sztuka nauczania wszystkiego wszystkich J.A. Komeńskiego.